# افیون کرکت
افیون کرکت (به انگلیسی: Affion Crockett) (زاده ۱۱ اوت ۱۹۷۴) بازیگر آمریکایی است.
از فیلم‌های معروف او می‌توان به بازی در فیلم مردان سول اشاره کرد.